# Адаменко, Олег Максимович
Олег Максимович Ада́менко  (23 ноября 1935, Воловица (Черниговская область), УССР) — советский и украинский учёный, профессор, доктор геолого-минералогических наук, академик Академии экологических наук Украины.

## Биография
Родился 23 ноября 1935 года в селе Воловица, Борзнянский район, Черниговская область, УССР.
Профессор Ивано-Франковского национального технического университета нефти и газа. Специализация — геоэкология.
Вице-президент подкомиссии по археологии палеолита Международного союза по изучению четвертичного периода.

## Награды
- 1978 — Государственная премия СССР в области географии за труд «История развития рельефа Сибири и Дальнего Востока» в 15 томах.
- 2007 — Орден «За заслуги» (Украина) III степени[2]